# 圣于连昂博谢讷
圣于连昂博谢讷（法語：Saint-Julien-en-Beauchêne，法語發音：[sɛ̃ ʒyljɛ̃ ɑ̃ boʃɛn]）是法国上阿尔卑斯省的一个市镇，位于该省西部，属于加普区。

## 地名
“Beauchêne”为“Bochaine”的法语化形式，其为大比埃什河上游河谷的称呼。

## 地理
圣于连昂博谢讷（44°36'58"N, 5°42'35"E）面积59.43 平方千米，位于法国普罗旺斯-阿尔卑斯-蓝色海岸大区上阿尔卑斯省，该省份为法国东南部内陆省份，北起萨瓦省，西北接伊泽尔省，西南接德龙省，南至上普罗旺斯阿尔卑斯省，东北部与意大利接壤。
与圣于连昂博谢讷接壤的市镇（或旧市镇、城区）包括：比埃什河畔阿斯普尔、拉福里、蒙布朗、格朗达日、吕拉-克鲁瓦奥特。
圣于连昂博谢讷的时区为UTC+01:00、UTC+02:00（夏令时）。

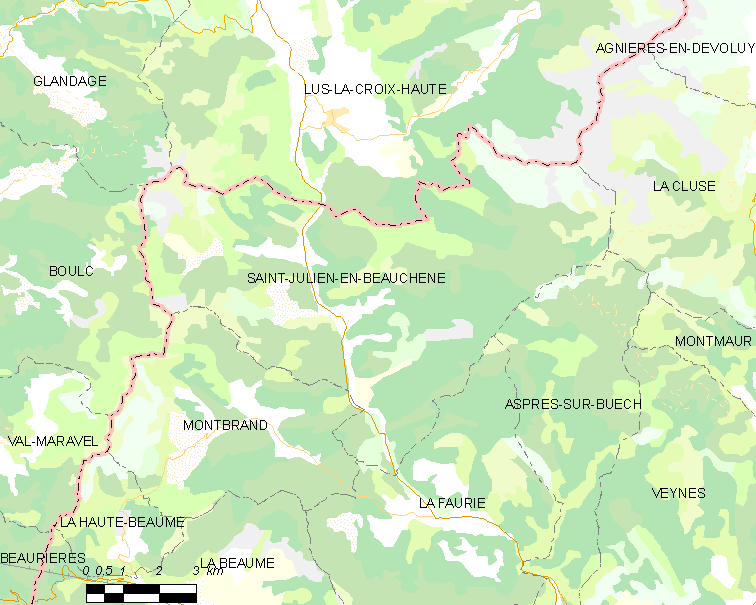
圣于连昂博谢讷的OSM定位图

## 行政
圣于连昂博谢讷的邮政编码为05140，INSEE市镇编码为05146。

## 政治
圣于连昂博谢讷所属的省级选区为塞尔县。

## 人口

1962-2008年间圣于连昂博谢讷人口变化图示

圣于连昂博谢讷于2022年1月1日时的人口数量为135人。